# هارونا نيونزيما
هارونا نيونزيما (بالإنجليزية: Haruna Niyonzima)‏ (5 فبراير 1990 بجيسايني في رواندا - ) هو لاعب كرة قدم رواندي في مركز الوسط. شارك مع منتخب رواندا لكرة القدم. أما مع النوادي، فقد لعب مع نادي الجيش الوطني الرواندي ونادي رايون سبورتس ونادي يانغ أفريكانز وEtincelles F.C. ‏.

## وصلات خارجية
- هارونا نيونزيما على موقع الاتحاد الدولي (مؤرشف)  (الإنجليزية)
- هارونا نيونزيما على موقع قاعدة بيانات كرة القدم.إي يو (الإنجليزية)
- هارونا نيونزيما على موقع ناشيونال فوتبول تيمز (الإنجليزية)
- هارونا نيونزيما على موقع Soccerway.com (الإنجليزية)
- هارونا نيونزيما على موقع عالم كرة القدم.نت (الإنجليزية)